# Ботанический сад Иркутского государственного университета

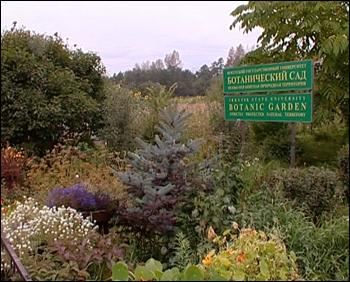
Осенью в Ботаническом саду ИГУ

Зимой в Ботаническом саду ИГУ

Японский сад в стиле Kare-sansui (каменистый сад), создан в 2012 г. (ландшафтный архитектор Takuhiro Yamada)

Ботанический сад Иркутского государственного университета также известен как «Иркутский Ботанический сад». Решение о его создании принято в 1940 году, а первые коллекции растений заложены в 1941 году. Является учебным ботаническим садом — подразделением  Иркутского государственного университета. Занимает площадь 27 гектаров в пределах  Кайской реликтовой рощи города Иркутска. Единственный ботанический сад в Байкальском регионе. Имеет самую крупную в регионе флористическую коллекцию из более 5000 таксонов растений. Служит учебно-научным инструментом для студентов Иркутского госуниверситета (классического), а также других вузов, школьников и населения Иркутска и Байкальской Сибири. Включен в Международный Реестр Ботанических Садов Мира и является членом Совета Ботанических Садов России и Международной Природоохранной Организации Ботанических Садов, а также Международной сети ботанических садов Восточной Азии (East Asia Botanic Gardens Network). Согласно Закону Российской Федерации, земля и коллекции растений Сада относятся к особо охраняемым природным территориям (ООПТ) федерального значения, а лесной массив сада входит в состав «Памятника природы Кайская роща» города Иркутска.
В настоящее время Ботанический сад ИГУ широко используется как учебно-научная база коллективного пользования для различных факультетов ИГУ, а также других вузов Иркутской области по широкому спектру специальностей (от ботаники, зоологии, экологии, агрономии, почвоведения до ландшафтной архитектуры, ландшафтного дизайна, менеджмента, экономики, математики, информатики, психологии, сервиса и рекламы, туризма, социальных наук и социологии и т. д.)
На основе ресурсов Ботанического сада ИГУ и  Кайской реликтовой рощи мэрия Иркутска совместно с  Иркутским государственным университетом планирует создать публичный Иркутский Ботанический сад как экологический технопарк и туристско-рекреационное «ядро» города площадью около 100 га (см. ниже статью «Эдем в генплане»).